# فرودگاه گوآراپوآوا
فرودگاه گوآراپوآوا (به انگلیسی: Guarapuava Airport) (به زبان بومی: Aeroporto Tancredo Thomas de Farias) یک فرودگاه همگانی ۱۲۰۳ با کد یاتا GPB است که یک باند فرود  دارد و طول باند آن ۱۳۶۵ متر است. این فرودگاه در کشور برزیل قرار دارد و در ارتفاع ۱۰۶۵ متری از سطح دریا واقع شده است.